# Gagea stepposa
Gagea stepposa là một loài thực vật có hoa trong họ Liliaceae. Loài này được L.Z.Shue miêu tả khoa học đầu tiên năm 1980.